# Tashi Namgyal
Tashi Namgyal (Kurseong, 26 ottobre 1893 – Calcutta, 2 dicembre 1963) fu chogyal del Sikkim dal 1914 fino alla sua morte.

## Biografia
Tashi Namgyal fu l'11º regnante del Sikkim della dinastia Namgyal, succedendo al suo fratellastro Sidkeong Tulku Namgyal che aveva governato dal febbraio al dicembre del 1914 e che era poi morto improvvisamente per un attacco cardiaco. Nato in Tibet e coronato dal 13º dalai lama Thubten Gyatso, egli aveva studiato nella giovinezza giurisprudenza sino a laurearsi divenendo un chiaro uomo di legge e, nell'interesse dello stato, aveva mantenuto moltissimi legami con l'India.
Durante la sua vita, egli favorì molto i legami diplomatici tra Sikkim, India e Tibet, anche se alcuni storici attribuiscono la sua morte ad una cospirazione segreta dell'India.
Nell'ottobre del 1918 sposò Kunzang Dechen e la coppia ebbe tre figli e tre figlie. Alla sua morte venne succeduto dal figlio primogenito Palden Thondup Namgyal.
Circa dieci anni dopo la sua morte suo figlio Palden Thondup Namgyal venne formalmente deposto dal popolo del Sikkim che votò in un referendum per aderire all'Unione Indiana e come tale ebbe fine la monarchia nel Sikkim.
Dal suo matrimonio ebbe i seguenti eredi:
- Kunzong [Choley] Paljor Namgyal (25 novembre 1921 - 20 dicembre 1941), ufficiale dell'aeronautica, prestò servizio nella seconda guerra mondiale. Fu ucciso in servizio a Peshawar nel 1941.
- Pema Tsedong Namgyal [Kuku La] (Darjeeling, 6 settembre 1924 - Lhasa, Tibet, ottobre 1943), sposò Gompu Tsering Tendup (m. prima del 1961), figlio di Sawang Phunkhang, primo ministro del Tibet e discendente dalla famiglia del 12º Dalai Lama.
- Chempo Palden Thondup Namgyal, succedette al trono paterno.
- Jigdal Tsewing Namgyal (23 agosto 1928 - ?).